# 山形県道45号立川羽黒山線
山形県道45号立川羽黒山線（やまがたけんどう45ごう たちかわはぐろさんせん）は、山形県東田川郡庄内町から鶴岡市に至る県道（主要地方道）である。

## 概要

### 路線データ
- 起点：山形県東田川郡庄内町清川（国道47号交点）
- 終点：山形県鶴岡市羽黒町手向（山形県道47号鶴岡羽黒線・山形県道211号月山公園線交点）

## 歴史
- 1993年（平成5年）5月11日 - 建設省から、県道立川羽黒山線が立川羽黒山線として主要地方道に指定される[1]。

## 地理

### 通過する自治体
- 山形県
  - 東田川郡庄内町 - 鶴岡市

### 交差する道路
- 国道47号（庄内町清川）
- 山形県道344号大中島工藤沢線（庄内町科沢）
- 山形県道47号鶴岡羽黒線・山形県道211号月山公園線（鶴岡市羽黒町手向）

### 沿線の施設など
- 陸羽西線 清川駅
- 清河八郎記念館